# 格格
格格（转写：gege）是满语词汇，是满族人对女性的一种称谓，一般来说，身份地位较高。其汉语直译是“小姐”或「女士」。

## 詞源
「格格」的意思相近於漢語的「小姐」，满人日常使用时，不分贵贱，只要是年輕女性，尤其是未出嫁者都可称为「格格」。然而作为封号，或對汉人使用时，则往往是指身份尊贵的年轻女性。
清兵入关前的后金时期，部落酋長或者高級貴族之女都称為格格，亦作為君主低於福晉的妾室稱號。而後，成為清朝政府册封女性的正式封号的一部分。
在现代流行文化中，受到影视作品的影响，許多漢人以為其意义相当于漢語“公主”，其實和真正的詞義差别甚大。

## 作為正式稱號的一部分
在後金時期，國君和貝勒的女兒稱為格格。 《清史稿》記載：“太祖初起，諸女但號‘格格’，公主、郡主，亦史臣緣飾云爾。”這不是正式的冊封。她們的丈夫被稱為額駙，同時將丈夫的部族名加在“格格”之前稱呼，以作區分。如東果格格、哈達格格、巴約特格格等。
崇德元年（1636年）十一月 ，皇太極冊封七位公主，是他的姐妹、女兒等女性親族。此次冊封公主，僅稱固倫公主、和碩公主，無公主徽號。但由於制度缺失，皇太極的女兒並非皆有冊封。
順治帝時代，公主冊封制度已完善，確定皇女封號為公主，分固倫公主、和碩公主兩類，需要進行特定的冊封儀式。 
順治17年（1660年），又規定除皇女以外，宗室之女依據父親的身份以下封號：“和碩”、“多羅”、“固倫”都是滿語轉音。 「固倫」指「天下」（ᡤᡠᡵᡠᠨ, gurun），「和碩」指「一方」（ᡥᠣᡧᠣ, hošo），「多羅」指「一角」（ᡩᠣᡵᠣ, doro），「固山」就是「旗」（ᡤᡡᠰᠠ, gūsa），都是指所擔當方面範圍的大小，以「固倫」為最大，「固山」為最小。
清朝宗室女子從固倫公主開始由高到低共八級：
1. 皇帝嫡女封「固倫公主」，“嫡”即皇后所出的皇女
2. 皇帝庶女封「和碩公主」，“庶”即非皇后所出的皇女
3. 和碩親王之女封「和碩格格」（等同「郡主」；庶女為「郡君」）
4. 多羅郡王、世子（和碩親王之法定繼承人）之女封「多羅格格」（等同「縣主」；庶女為「縣君」）
5. 多羅貝勒、長子（多羅郡王之法定繼承人）之女封「多羅格格」（等同「郡君」；庶女為「鄉君」）
6. 固山貝子之女封「固山格格」（等同「縣君」；庶女為「宗女」）
7. 入八分鎮國公、輔國公之女封「格格」（等同「鄉君」）
8. 不入八分公之女一律不授封，俱稱「宗女」。

## 作为非正式称号
在清朝，“格格”有时候也被用于尊称其他地位高贵的女性。例如康熙年间，内务府的报告中有称苏麻喇姑（孝莊文皇后的侍女，曾抚养康熙帝）为“苏麻喇额涅（母亲）格格”。
无正式封号的贵族之女可称格格。《清稗类钞》称：“亲王之女称郡主，郡王及贝子、贝勒、辅国公之女称县主。然除公主外，虽有郡主、县主资格，如未奉有正式封号者，皆统称格格。大抵称格格者，以次女以下之处子为多。若其长女，未得正式之封号者亦罕。”
另外，清朝亲王身份低階的妾，有時也被叫做格格，位在側福晉之下。《清史稿》记载雍正帝的孝圣宪皇后“年十三，事世宗潜邸，号格格。”

## 日常使用
不作为称号的一部分使用时，相對满語阿哥age是哥哥，满語格格gege為姐姐的意思，妹妹為non。

## 现代用法
现代满族人中，会讲满语的人已经几近绝迹，但不少满族人依然保留了称未婚女子为“格格”的习惯。
现代以清朝宫廷为题材的文学、电影电视作品中，有时以格格为皇女的正式称号。例如在小说和电视剧《还珠格格》中，乾隆帝认为小燕子是自己的私生女而将其封为还珠格格。但这和上述的历史用法不符合。